# فلافيوس دانيليوس
فلافيوس دانيليوس (بالألمانية: Flavius Daniliuc) (مواليد 27 أبريل 2001) هو لاعب كرة قدم نمساوي يلعب كقلب دفاع في نادي نيس.

## روابط خارجية
- فلافيوس دانيليوس على موقع الاتحاد الأوربي (الإنجليزية)
- فلافيوس دانيليوس على موقع إي إس بي إن إف سي (الإنجليزية)
- فلافيوس دانيليوس على موقع قاعدة بيانات كرة القدم.إي يو (الإنجليزية)
- فلافيوس دانيليوس على موقع ليكيب (الفرنسية)
- فلافيوس دانيليوس على موقع ناشيونال فوتبول تيمز (الإنجليزية)
- فلافيوس دانيليوس على موقع Soccerbase.com (لاعب) (الإنجليزية)
- فلافيوس دانيليوس على موقع Soccerway.com (الإنجليزية)
- فلافيوس دانيليوس على موقع عالم كرة القدم.نت (الإنجليزية)
- فلافيوس دانيليوس على موقع AS.com (الإسبانية)